# Marie Anderson

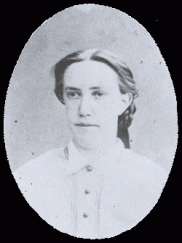
Marie Anderson

Marie Anderson (* 2. August 1842 in Den Haag; † 19. Februar 1917 in Mainz), auch Anna Maria Anderson, war eine niederländische Schriftstellerin und Frauenrechtlerin.
Im deutschen Sprachraum ist Anderson vor allem als Briefpartnerin des humoristischen Dichters und Zeichners Wilhelm Busch bekannt: Vom Januar bis Oktober 1875 gab es zwischen beiden einen intensiven Briefwechsel, in dem der sonst verschlossene Wilhelm Busch sich ausführlich zu unterschiedlichen Fragen wie Wiedergeburt, Nationalität, Muttersprache, Erbsünde und Platons Höhlengleichnis äußerte. Von diesem Briefverkehr sind die Briefe Marie Andersons nicht erhalten, die Briefe Wilhelm Buschs dagegen haben in Abschriften überdauert und wurden 1908 veröffentlicht. Sie sind heute eine wichtige Quelle der Wilhelm-Busch-Forschung.

## Leben
Marie Anderson wurde 1842 in Den Haag als Tochter des Beamten Pieter Anderson geboren. Bereits ihre Mutter Maria, eine geborene van Goudoever, verfasste Bücher und Zeitschriftenartikel. Marie Anderson erhielt eine protestantische Erziehung, wandte sich aber bald nach ihrer Konfirmation von der Kirche ab. Sie schloss sich der Niederländischen Freidenkervereinigung an und publizierte regelmäßig in den Zeitschriften dieser Vereinigung. Marie Anderson engagierte sich außerdem in der Frauenbewegung, im Kampf gegen den Kolonialismus und im Tierschutz.
Die möglicherweise bisexuelle Marie Anderson war groß und schlank gewachsen, entsprach aber mit ihrem unregelmäßigen Gesicht nicht konventionellen Schönheitsidealen. Anderson lebte einige Jahre in einer Kommune mit dem damals sehr bekannten holländischen Schriftsteller Eduard Douwes Dekker zusammen, lernte dann den Universalgelehrten Frederic Antonius Hartsen kennen, mit dem sie ähnlich wie später mit Wilhelm Busch über Briefe Kontakt aufgenommen hatte. Aus der Beziehung mit Hartsen ging ein Sohn hervor. Allerdings trennte sich Hartsen kurz nach der Geburt von Marie Anderson. Sie zog 1872 zu Dekker zurück, der mittlerweile in Wiesbaden lebte. Die Jahre in Wiesbaden zählen zu den produktivsten Jahren im Leben Marie Andersons. Sie schrieb mehrere Romane und Kurzgeschichten, die sich überwiegend mit historischen Themen beschäftigten, sowie mehrere Sachbücher, darunter eines über Prostitution.
Im Januar 1875 nahm sie brieflichen Kontakt zu Wilhelm Busch auf. Sie gehörte zu den wenigen, die sich lobend über Buschs Kritik des Herzens äußerten, und plante außerdem, das Buch für eine holländische Zeitung zu rezensieren. Busch reagierte euphorisch auf ihren Brief; zwischen Januar und Oktober 1875 wechselten sie über fünfzig Briefe. Anderson scheint eine unermüdliche Fragerin gewesen zu sein, die Busch motivierte, sich zu Fragen der Philosophie, Religion und Moral zu äußern. Im Oktober 1875 kam es in Mainz zu einer Begegnung zwischen den beiden. Nach dem Ausflug kehrte Busch in fürchterlicher Stimmung zu seinem Verleger Otto Friedrich Bassermann nach Heidelberg zurück. Aus dessen Erinnerungen ist überliefert, dass mehrere Familienmitglieder die Ursache für Buschs auffälliges Verhalten in einer missglückten Brautschau vermuteten. Es gibt tatsächlich keine Hinweise darauf, dass Wilhelm Busch nach dem Kontakt mit Marie Anderson noch eine nähere Beziehung mit einer Frau anstrebte. Der Briefwechsel wurden danach noch eine Zeit lang mit deutlicher Reserve und größer werdenden Zeitabständen fortgesetzt und endete nach drei Jahren ganz.
Zu einem letzten brieflichen Kontakt mit Busch kam es 1902. Anderson war zu diesem Zeitpunkt in den Niederlanden eine bekannte feministische Schriftstellerin. Nachdem Dekker 1887 verstorben war, hatte sie sich ganz auf ihren Sohn Friedrich konzentriert, der Musiker geworden war. Sie stieß sich sehr an der Ehe ihres Sohnes und engagierte sich vor allem im Tierschutz.
Anderson blieb ledig. Sie lebte zuletzt im Mainzer Altenheim, das damalige Invalidenhaus, wo sie 1917 im Alter von 74 Jahren starb.

## Werke
- Open brief aan Mevr. Storm-Van der Chijs. R. C. Meijer, Amsterdam 1868, (Digitalisat).
- als Beiträgerin in: Geen Vrouwen-emancipatie? Een Woord aan Mevr. de Wed. Storm, v. d. Chijs. Naar Aanleiding van den Open Brief van zekere Mevr. Calmée. Door een Lid van het Xde Taal- en Letterkundig Congres. Met een Naschrift over het Schrijven van Marie Anderson. C. L. Brinkman, Amsterdam 1868, (Digitalisat).
- Dr. F. van Goudoever (Pseudonym für Anna Maria Anderson): De vrouw. Haar verleden, heden en toekomst. Bijdrage tot oplossing van het prostitutie-vraagstuk. A. van Klaveren, Amsterdam 1889.
- Wider das dritte Geschlecht. Ein Wort zur Aufklärung über das konträre Sexualempfindung und die Abschaffung des § 175 des R. St. G. B. H. Bermühler, Berlin 1903.
- als Übersetzerin mit Multatuli: Leopold von Sacher-Masoch: Maria Theresia en de vrijmetselaars. Historische novelle. Van Marle, Arnhem 1876, (Originalausgabe: Maria Theresia und die Freimaurer (= Wiener Hofgeschichten. Historische Novellen. Bd. 1). Günther, Leipzig 1873).
- Veritas (Pseudonym für Anna Maria Anderson): Multatuli-Wespen. A. van Klaveren, Amsterdam 1888, (Digitalisat).
- Uit Multatuli's leven. Bijdrage tot de kennis van zijn karakter. Daniëls, Amsterdam 1901, (Digitalisat des „Derde Druk“; Reprint mit Einleitung und Anmerkungen von J. Kortenhorst. Reflex, Utrecht 1981).